# Максимовская (Шенкурский район)
Максимовская — деревня в Шенкурском районе Архангельской области. Входит в состав муниципального образования «Усть-Паденьгское».

## География
Деревня расположена в южной части Архангельской области, в таёжной зоне, в пределах северной части Русской равнины, в 35 километрах на юг от города Шенкурска, на левом берегу реки Паденьга, притока Ваги. Ближайшие населённые пункты: на западе деревни Овсянниковская и Климовская; на востоке, на противоположенном берегу реки, деревня Усть-Паденьга, являющаяся административным центром муниципального образования.
Часовой пояс
Максимовская, как и вся Архангельская область, находится в часовой зоне МСК (московское время). Смещение применяемого времени относительно UTC составляет +3:00.

## Население
| 2002 | 2010 | 2012 |
| ---- | ---- | ---- |
| 18   | ↘13  | →13  |

## История
В «Списке населенных мест Архангельской губернии к 1905 году» деревня Максимовская насчитывает 7 дворов, 47 мужчин и 31 женщину.  В административном отношении деревня входила в состав Устьпаденгского сельского общества Устьпаденгской волости.
На 1 мая 1922 года в поселении 14 дворов, 36 мужчин и 34 женщины.